# IBook G3
L'iBook G3 è un computer notebook prodotto da Apple Inc. dal 1999 al 2003, è stato sostituito dall'iBook G4.
Si basa sul processore PowerPC G3 nelle sue versioni 750, 750CXE, 745, 755, 750FX.

## Storia
Il primo modello di iBook G3 venne introdotto sul mercato nel 1999. La serie di portatili PowerBook riscuoteva buoni risultati nel segmento professionale e semiprofessionale ma il costo lo rendeva inaccessibile alla maggioranza degli utenti domestici, l'iBook colmava questa lacuna. Per ridurne i costi ed evitare concorrenza con il PowerBook gli ingegneri dell'iBook decisero di ridurne le possibilità di espansione e di utilizzare scelte tecnologiche meno performanti (e meno costose) per l'iBook. L'iBook vendette fin dall'inizio molto bene e si dimostrò subito un prodotto di successo. Ne sono prova le numerose versioni del prodotto che Apple realizzò. Verso la  fine del 2001 Apple decise di rivoluzionare gli iBook e di cambiare anche il case. Il nuovo iBook oltre ad un incremento delle prestazioni utilizzava un case che ricordava molto i case dei PowerBook ma era bianco anziché argentato. Inoltre pur essendo dedicati ad un mercato di fascia bassa non erano costruiti con un risparmio dei componenti. Questi portatili hanno la fama di essere quasi indistruttibili e sono dotati di molte soluzioni che dimostrano la cura per i particolari degli ingegneri Apple. Per esempio la seconda serie degli iBook è dotata di una molla nel case, basta spingere leggermente il display perché questo si chiuda automaticamente senza bisogno di essere accompagnato come succede nella maggior parte di portatili ibm-compatibili, poi il display quando si richiude si aggancia al computer tramite un gancetto che fuoriesce solo quando il display si trova a circa un centimetro dalla parte inferiore del computer.

## Versioni

### Clamshell
Il primo modello di iBook venne presentato con un inusuale case a forma di conchiglia. Questo case era dotato anche di una solida maniglia per facilitarne il trasporto ed era venduto in molti colori come l'iMac.

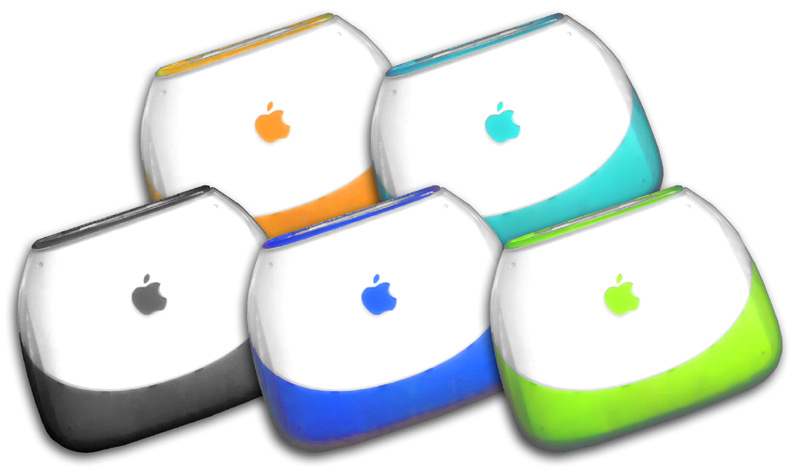
Le colorazioni dell'iBook G3 Clamshell